# Lekkoatletyka na Letnich Igrzyskach Olimpijskich 1984 – sztafeta 4 × 100 m kobiet
Sztafetę 4 × 100 metrów kobiet podczas XXIII Letnich Igrzysk Olimpijskich w Los Angeles rozegrano 11 sierpnia 1984 (eliminacje i finał) na stadionie Los Angeles Memorial Coliseum. Zwycięzcą została sztafeta Stanów Zjednoczonych, która biegła w składzie: Alice Brown, Jeanette Bolden, Chandra Cheeseborough i Evelyn Ashford.

## Rekordy
|                   | Reprezentacja | Zawodniczki                                                 | Czas  | Data                 | Miejsce |
| ----------------- | ------------- | ----------------------------------------------------------- | ----- | -------------------- | ------- |
| Rekord świata     | NRD           | Silke Gladisch, Marita Koch, Ingrid Auerswald, Marlies Göhr | 41,53 | 31 lipca 1983(dts)   | Berlin  |
| Rekord olimpijski | NRD           | Romy Müller, Bärbel Wöckel, Ingrid Auerswald, Marlies Göhr  | 41,60 | 1 sierpnia 1980(dts) | Moskwa  |

## Wyniki
| Poz. - pozycja |
| – rekord świata \| – rekord krajowy \| – rekord życiowy \| = – wyrównany rekord życiowy \| · – najlepszy wynik w sezonie \| = – wyrównany najlepszy wynik w sezonie \| – rekord olimpijski |
| Fn – falstart \| DNF – nie ukończyła \| DNS – nie wystartowała \| DSQ – zdyskwalifikowana                                                                                                  |

### Eliminacje
11 sztafet przystąpiło do biegów eliminacyjnych. Rozegrano dwa biegi. Do finału awansowały po trzy najlepsze sztafety w każdym biegu (Q) oraz dwie z najlepszymi czasami spośród pozostałych (q).

#### Bieg 1
| Poz. | Państwo         | Zawodniczki                                                               | Rezultat | Uwagi |
| ---- | --------------- | ------------------------------------------------------------------------- | -------- | ----- |
| 1    | Jamajka         | Janet Burke, Grace Jackson, Veronica Findlay, Merlene Ottey-Page          | 43,05    | Q     |
| 2    | Wielka Brytania | Simmone Jacobs, Kathy Cook, Beverley Callender, Heather Oakes             | 43,47    | Q     |
| 3    | Francja         | Rose-Aimée Bacoul, Liliane Gaschet, Marie-France Loval, Raymonde Naigre   | 43,64    | Q     |
| 4    | Bahamy          | Eldece Clarke, Pauline Davis, Debbie Greene, Oralee Fowler                | 44,15    | q     |
| 5    | Tajlandia       | Ratjai Sripet, Walapa Tangjitsusorn, Jaree Patthaarath, Wassana Panyapuek | 45,62    |       |

#### Bieg 2
| Poz. | Państwo           | Zawodniczki                                                            | Rezultat | Uwagi |
| ---- | ----------------- | ---------------------------------------------------------------------- | -------- | ----- |
| 1    | Stany Zjednoczone | Alice Brown, Jeanette Bolden, Chandra Cheeseborough, Evelyn Ashford    | 42,59    | Q     |
| 2    | Kanada            | Angela Bailey, Marita Payne, Angella Taylor, France Gareau             | 43,63    | Q     |
| 3    | RFN               | Edith Oker, Michaela Schabinger, Heidi-Elke Gaugel, Ute Thimm          | 44,30    | Q     |
| 4    | Trynidad i Tobago | Janice Bernard, Gillian Forde, Esther Hope-Washington, Angela Williams | 44,78    | q     |
| 5    | Ghana             | Grace Armah, Mary Mensah, Cynthia Quartey, Doris Wiredu                | 45,20    |       |
| 6    | Gambia            | Jabou Jawo, Amie N’Dow, Victoria Decka, Georgiana Freeman              | 47,18    |       |

### Finał
| Poz. | Państwo           | Zawodniczki                                                             | Rezultat |
| ---- | ----------------- | ----------------------------------------------------------------------- | -------- |
| 1    | Stany Zjednoczone | Alice Brown, Jeanette Bolden, Chandra Cheeseborough, Evelyn Ashford     | 41,65    |
| 2    | Kanada            | Angela Bailey, Marita Payne, Angella Taylor, France Gareau              | 42,77    |
| 3    | Wielka Brytania   | Simmone Jacobs, Kathy Cook, Beverley Callender, Heather Oakes           | 43,11    |
| 4    | Francja           | Rose-Aimée Bacoul, Liliane Gaschet, Marie-France Loval, Raymonde Naigre | 43,15    |
| 5    | RFN               | Edith Oker, Michaela Schabinger, Heidi-Elke Gaugel, Ute Thimm           | 43,57    |
| 6    | Bahamy            | Eldece Clarke, Pauline Davis, Debbie Greene, Oralee Fowler              | 44,18    |
| 7    | Trynidad i Tobago | Janice Bernard, Gillian Forde, Esther Hope-Washington, Angela Williams  | 44,23    |
| 8    | Jamajka           | Juliet Cuthbert, Grace Jackson, Veronica Findlay, Merlene Ottey-Page    | 53,54    |